# Lucas Henveaux
Lucas Henveaux, né le 25 septembre 2000, est un nageur belge spécialiste en nage libre. Il détient les records de Belgique du 200, 400 et 800 m nage libre.

## Carrière
Lucas Pierre Henveaux, né le 25 septembre 2000, est originaire de Crisnée dans la province de Liège. Il est le fils d'André Henveaux, entraîneur à Liège Natation et d'Els Gitsels, ancienne nageuse de compétition et entraîneuse. Sa sœur cadette, Camille, participe également aux compétitions de natation.
Au départ adepte du golf, il est venu à la natation sur le tard, ne commençant sérieusement à s'entraîner que dans les années 2020. Il se spécialise alors dans la nage libre. 
En avril 2023 aux championnats de Belgique, il bat les records de Belgique du 200 m en 1 min 46 s 31 et du 400 m en 3 min 46 s 59. En juillet, il participe pour la première fois aux championnats du monde. Il se qualifie pour les demi-finales du 200 mètres libre et se classe 15e avec un temps de 1 min 46 s 77.
En septembre 2023, il rejoint les élites de l'Université de Loughborough dans les Midlands au Royaume-Uni où il côtoie des nageurs européens de haut niveau. En décembre, il remporte sa première médaille internationale en terminant troisième du 400 mètres nage libre aux Championnats d'Europe en petit bassin en battant le record de Belgique en 3 min 37 s 91.
En février 2024 aux championnats du monde de natation de Doha au Qatar, il se qualifie pour la finale du 400 m nage libre où il termine cinquième et améliore son record de Belgique, l'établissant à 3 min 44 s 61. Il y améliore également son record de Belgique du 800 m nage libre en 7 min 52 s 10, temps qui ne lui permet toutefois pas de se qualifier pour la finale.
Aux Jeux olympiques 2024 à Paris, il se qualifie pour la demi-finale en améliorant le record de Belgique du 200 m le portant à 1 min 46 s 04. Il est éliminé en demi-finale, se classant 11e des compétiteurs au temps. Il améliore également son record de Belgique du 800 m en 7 min 51 s 51.
Aux Championnats du monde en petit bassin en décembre, il termine 4e de la finale du 400 m nage libre en améliorant le record de Belgique en 3 min 36 s 71 et remporte la médaille de bronze du 200 m en améliorant également le record de Belgique en 1 min 41 s 13.
Le 25 avril 2025, il bat le record de Belgique du 200 m quatre nages en 1 min 57 s 60 au cours des Championnats de Belgique à Anvers.
Lors des Championnats du monde de natation 2025 à Singapour, il atteint les demi-finales du 200 m quatre nages et du 200 m libre améliorant son record en 1 min 46 s 03 .

## Palmarès

### Championnats du monde

#### Petit bassin
- Championnats du monde 2024 à Budapest :
  -  Médaille de bronze du 200 mètres nage libre.

### Championnats d'Europe

#### Petit bassin
- Championnats d'Europe 2023 à Otopeni :
  -  Médaille de bronze du 400 mètres nage libre.

## Distinctions
Lucas Henveaux est fait citoyen d'honneur de la ville de Liège en 2024.